# Lars Svendsen
Lars „Larsêraĸ“ Kristian Ananias Louis Svendsen (roz. Berthelsen; 17. února 1926 Nuuk – červenec 1975) byl grónský odborář, sportovní funkcionář a hudebník.

## Život
Lars Svendsen byl synem katechety Larse Andrease Samuela Berthelsena (1895–1925) a jeho manželky Ane Rakel Pouline Clasen (1895–?). Jeho starším bratrem byl Hans Egede Berthelsen (1918–1999) a je tak příslušníkem grónského rodu Berthelsenů. Jeho otec zemřel ještě před jeho narozením. Jako malé dítě byl adoptován dánským krajským lékařem Svendem Svendsenem, a proto vyrůstal částečně v Dánsku. Do Grónska se vrátil až v 50. letech 20. století a poté se zde zapojil do mnoha oblastí. Založil první grónskou lyžařskou školu, byl rozhodčím lyžařských šampionátů a po určitou dobu byl i předsedou Grønlands Idrætsforbund.
V roce 1958 se stal zaměstnancem první diskotéky v zemi, kterou brzy vedl. Byl jedním z nejznámějších grónských zpěváků 50. a 60. let a prvním Gróňanem, jehož deska se dostala do dánských hitparád. V roce 1956 založil grónský odborový svaz GAS a do roku 1961 byl jeho prvním předsedou. V letech 1960–1963 byl zástupcem odborů v Grønlandsudvalg. Dvacet let byl také soudním znalcem u okresního soudu v Nuuku. V roce 1974 se spolu s manželkou Marií stali řediteli nově založeného internátu pro mládež v Nuuku. Zemřel o rok později po dlouhé nemoci ve věku 49 let.